# Gisa Radicchi Levi
Gisa Radicchi Levi, née à Turin le 2 mars 1905 et morte à Rome le 22 août 1985, est une monteuse italienne.

## Biographie
Gisa Radicchi Levi commence à travailler dans sa ville natale, dans les studios Fert, où elle devient responsable des négatifs.
Elle est active comme monteuse de films à partir de la fin des années 1930, travaillant pour Gennaro Righelli, Mario Bonnard, Alberto Lattuada, Mario Soldati, Alessandro Blasetti et Pietro Germi (dans son premier film Le Témoin, dès 1945). Pendant toute une période, elle ne pourra pas signer son travail, du fait de ses origines juives et des lois raciales.
Elle se déplace ensuite à Rome, pour travailler dans les établissements de la Cines et les studios de Cinecittà. À partir des années 1950, elle participe à toute une série de films de Totò, en particulier ceux qui sont réalisés par Camillo Mastrocinque (Siamo uomini o caporali, 1955 ; Totò, Peppino et la danseuse, 1956) et Mario Mattoli (Totò, Fabrizi e i giovani d'oggi, 1960). Elle travaille aussi avec Eduardo De Filippo et Steno.
Dans les années 1960 elle monte des films pour certains réalisateurs de comédie à l'italienne, dont Luciano Salce, Lucio Fulci, Castellano e Pipolo, Dino Risi.

## Filmographie

## Crédit d'auteurs
- (it) Cet article est partiellement ou en totalité issu de l’article de Wikipédia en italien intitulé « Gisa Radicchi Levi » (voir la liste des auteurs).